# Brachystephanus giganteus
Brachystephanus giganteus là một loài thực vật thuộc họ Acanthaceae. Loài này có ở Cameroon và Guinea Xích Đạo. Môi trường sống tự nhiên của chúng là vùng núi ẩm nhiệt đới hoặc cận nhiệt đới.